# Johann Benedikt Jörger
Johann Benedikt Jörger (* 16. August 1886 in Pfäfers; † 2. März 1957 in Chur) war ein Schweizer Psychiater, Autor, Kunstkritiker, Volkskundler und Naturforscher.

## Leben
Jörger war der Sohn von Johann Josef Jörger. Er studierte Medizin an den Universitäten von Basel, Florenz und Zürich, spezialisierte sich in Psychiatrie und promovierte 1915. Er arbeitete in der Klinik Rheinau und im Zürcher Burghölzli, und ab 1918 in der Klinik Waldhaus in Chur. Von 1930 bis 1946 war er deren Direktor als Nachfolger seines Vaters. Von 1947 bis 1950 war er Interimsleiter der Anstalt St. Pirminsberg in Pfäfers.
Jörger publizierte zahlreiche Schriften über Psychiatrie, veröffentlichte 1919 und 1929 je ein Weihnachtsspiel, einige Burlesken, Komödien und Märchenspiele «für die Haus- und Liebhaberbühne», zum Teil im Churerdeutsch.
Jörger wirkte auch als Kunstkritiker und förderte den Natur- und Heimatschutz. Er war als Volkskundler aktiv in der Trachtenbewegung, betreute die Bündner Kreuzstichmusteredition und gestaltete den Landi-Umzug 1939. Seine Käfersammlung mit 50'000 Exemplaren (2'000 Arten, davon 500 neue für Graubünden) wurde von der Universität Basel übernommen.